# Wu (apellido)
Wu es la transliteración Pinyin del apellido chino 吳 (caracteres chinos tradicionales), 吴 (simplificación de los caracteres chinos), un apellido muy extendido en la China continental. 
En chino cantonés también se escribe Woo.